# خوسيه زامورا
خوسيه زامورا (بالإسبانية: José Zamora Girona) هو لاعب كرة قدم إسباني، ولد في 20 أغسطس 1988 في برشلونة في إسبانيا. شارك مع منتخب إسبانيا تحت 19 سنة لكرة القدم. أما مع النوادي، فقد لعب مع بونفيرادينا وريال مدريد كاستيا ونادي إيبار ونادي هالمستاد.

## وصلات خارجية
- خوسيه زامورا على موقع قاعدة بيانات كرة القدم.إي يو (الإنجليزية)
- خوسيه زامورا على موقع Soccerway.com (الإنجليزية)